# IC 4938
IC 4938 — галактика типу SBab () у сузір'ї Павич.
Цей об'єкт міститься в оригінальній редакції індексного каталогу.